# Ellecourt
Ellecourt è un comune francese di 141 abitanti situato nel dipartimento della Senna Marittima nella regione della Normandia.

## Società

### Evoluzione demografica
Abitanti censiti